# فرناندو بلتران
فرناندو بلتران (بالإسبانية: Fernando Beltrán Cruz)‏ هو لاعب كرة قدم مكسيكي في مركز الوسط، ولد في 8 مايو 1998 في Álvaro Obregón, Mexico City ‏ في المكسيك. لعب مع نادي غوادالاخارا.

## وصلات خارجية
- فرناندو بلتران على موقع قاعدة بيانات كرة القدم.إي يو (الإنجليزية)
- فرناندو بلتران على موقع ناشيونال فوتبول تيمز (الإنجليزية)
- فرناندو بلتران على موقع Soccerway.com (الإنجليزية)
- فرناندو بلتران على موقع أوليمبيديا (الإنجليزية)